# Sdružení katolických duchovních Pacem in terris
Sdružení katolických duchovních Pacem in terris (SKD-PIT) bylo komunistickými úřady iniciované a podporované sdružení katolických duchovních kolaborujících s komunistickým režimem v Československu (1971–1989). Bylo pokračovatelem Mírového hnutí katolického duchovenstva (1951–1968) a jméno přijalo po slavné encyklice papeže Jana XXIII.
Účelem sdružení bylo stejně jako u jeho předchůdce podrývání autority církevní hierarchie, podpora komunistických orgánů v tažení proti nim a prezentace postojů vyhovujících režimu, předkládaných „ve jménu katolické církve“. Obecně sestávalo z malé aktivní kolaborantské skupiny, která obsadila jeho vedení, a širší pasivní členské základny, jejíž členové byli většinou ke vstupu donuceni nátlakem a vydíráním ze strany Státní bezpečnosti a Státního úřadu pro věci církevní.
Sdružení od začátku naráželo na odpor církevních orgánů. Z hlediska církve nemělo žádné oficiální postavení a právo reprezentovat její názory a vzhledem k jeho charakteru a účelu bylo členství v něm z hlediska kanonického práva značně problematické. Státní vměšování do církevních záležitostí ovšem znemožňovalo církvi proti sdružení zasáhnout, z rozhodnutí státu SKD-PIT navíc ovládalo jediný povolený katolický tisk, který se čím dál více odchyloval od pozic oficiálních církevních představitelů.
Církev sebrala síly k tvrdému vystoupení proti sdružení na počátku 80. let, kdy vyšel dokument Quidam episcopi (8. března 1982), který zakazoval kněžím členství v politických organizacích. Kardinál Tomášek s některými dalšími ordináři v reakci na to explicitně zakázal kněžím členství ve sdružení, což vyvolalo tvrdý střet mezi ním a komunistickými úřady. Boj se přenesl i do dalších oblastí a zašlo to tak daleko, že kardinál Tomášek nakonec odebral Katolickým novinám, ovládaným tímto sdružením, církevní schválení.
Navzdory masivní podpoře ze strany komunistického státu hnutí v 80. letech skomíralo a zaniklo bezprostředně poté, co se režim umožňující jeho existenci zhroutil.

## Předchůdci
SKD-PIT se hlásilo ke státní „Katolické akci“, jejíž vznik iniciovala v létě 1949 KSČ a skupina „vlasteneckých kněží“. Tato organizace navenek předstírající, že je regulérní Katolickou akcí, byla církví označena za rozkolnickou, nejprve proti ní ostře vystoupili českoslovenští biskupové a poté Svatý stolec exkomunikoval všechny její členy. Nakonec se od ní distancovali i vlastenečtí kněží a organizace zanikla v roce 1950, aniž by někdy začala pořádně fungovat.
Po neúspěchu „Katolické akce“ KSČ opustila myšlenku na využití aktivních křesťanských laiků a zaměřila se na kněze. Výsledkem její činnosti bylo Mírové hnutí katolického duchovenstva, které nemělo jasně definovanou členskou základnu (dle některých výkladů byl jeho členem automaticky každý kněz). To fakticky zaniklo v roce 1968, kdy bylo řadovými členy smeteno Plojharovo vedení a hnutí se transformovalo v Dílo koncilové obnovy.

## Vznik
Vyvrcholením tzv. normalizace náboženského života v ČSSR mělo být obnovení prorežimního hnutí katolických duchovních, v kterém chtěla komunistická vládní moc opětovně najít svého spojence v rámci katolické církve. Jeho první neoficiální přípravné skupiny začaly vznikat již v roce 1969, ÚV KSČ rozhodl o podpoře vzniku nové mírové organizace katolického duchovenstva v květnu 1970. Dne 12. května byla na ministerstvu kultury v Praze poprvé přijata skupina tzv. vlasteneckých kněží za účelem jednání o dalších krocích nového projektu.
Nové hnutí si vybralo svůj název podle encykliky papeže Jana XXIII., se kterou však v skutečnosti nemělo nic společné. Činnost následně začal přípravný výbor, na čele kterého stál košický kapitulní vikář Štefan Onderko, výraznou roli při tvorbě ideologie sdružení hráli František Hochmann v Česku a Štefan Záreczky na Slovensku. Prostor pro realizaci zde obecně našly osoby kompromitované kolaborací s komunistickým režimem, které měly do nového sdružení přinést svoje mnohaleté zkušenosti. Rozhodující postavení ovšem nezískali dřívější lídři „vlasteneckých kněží“, ale jejich nástupci z mladší generace, jejíž slabinou byla ovšem absence jakékoliv autority.
V srpnu 1971 potom následovaly krajské ustanovující konference, na kterých byli zvoleni delegáti na celostátní konferenci. Ustanovující schůze se konala 31. srpna 1971 současně v Praze a Bratislavě (sdružení mělo federální uspořádání a dělilo se na českou a slovenskou část), což byl den, kdy vstoupilo v platnost povolení činnosti ze strany státu. V Praze se sešlo 270 duchovních, předsedou české části sdružení byl zvolen olomoucký kapitulní vikář Josef Vrana. Na Slovensku se setkalo asi 200 duchovních, mezi které zavítal i ministr kultury Miroslav Válek a ředitel sekretariátu pro věci církevní Karol Homola. Přítomní následně zvolili předsednictvo Pacem in terris na Slovensku. Předsedou se stal Mons. prof. ThDr. Mikuláš Višňovský, probošt a děkan Cyrilometodějské bohoslovecké fakulty v Bratislavě, a prvým místopředsedou ThDr. Jozef Vrablec. V řečnických příspěvcích potom zazněly mimo jiné projevy věrnosti Sovětskému svazu a ostatním socialistickým zemím, které měly být zárukou míru ve světě.
K volbě federálního předsednictva a ústředního výboru Pacem in terris došlo na schůzi 17. listopadu 1971 v Praze, které se zúčastnilo asi 400 duchovních. Předsedou federálního sdružení se stal doc. ThDr. Václav Medek z Bohoslovecké fakulty a místopředsedou předseda slovenské části, prof. ThDr. Mikuláš Višňovský. Ze slovenské strany byli do federálního předsednictva zvoleni: Mikuláš Višňovský, Zoltán Belák, Štefan Onderko, Alexander Horák, Jozef Dovala, Elemír Filo a Štefan Bitter. Souhlas komunistické vlády s činností sdružení přítomným tlumočil místopředseda federální vlády Dr. Matej Lúčan.
Z hlediska kanonického práva se sdružení odvolávalo na dekret Druhého vatikánského koncilu Presbyterorum ordinis, který podporoval kněžská sdružení, která ovšem musí mít stanovy schválené příslušnou církevní autoritou, což SKD-PIT nikdy nemělo. O nové sdružení nebyl v řadách duchovních zájem, ale časem do něj začali vstupovat, většinou v důsledku nátlaku a zastrašování ze strany Státní bezpečnosti a Státního úřadu pro věci církevní. Takto získaní členové ovšem většinou nevyvíjeli žádnou aktivitu, krom vynucené účasti na občasných schůzích. Aktivní byla jen menší skupinka kolaborantů, která ovládala jeho vedení a působila jako poboční agentura StB. V době svého maximálního rozmachu čítala asi 90 osob.

## Členská základna
Na rozdíl od tzv. Katolické akce a stejně jako u Mírového hnutí katolického duchovenstva byli členy sdružení katoličtí kněží, ovšem na rozdíl od Mírového hnutí nebylo členství ve Sdružení automatické: bylo nutné do něj vstoupit.
Na počátku se podařilo přimět ke vstupu do sdružení asi 1/3 českých a 1/4 slovenských kněží. Pokud jde o jeho členskou základnu, vrchol představoval rok 1973, kdy bylo v českých zemích členy 726 (37 %) a na Slovensku 350 katolických duchovních, k prudkému propadu došlo v roce 1982, kdy sdružení zakázal jak Svatý stolec, tak kardinál Tomášek.
Někteří kněží z hnutí vystoupili, což mnohým přineslo ztrátu státního souhlasu a další problémy, další sice zůstali, ale omezili svoji činnost na absolutní minimum a stali se absolutně pasivními členy. Bohoslovci a mladí kněží zcela přestali do sdružení vstupovat. Velké problémy a rizika čekaly při opuštění sdružení především ty kněze, kteří patřili původně k aktivním členům SKD-PIT a spolupracovali s StB a rozhodli se tuto cestu opustit. Zbranek uvádí v této souvislosti kněze Jaroslava Rusnáka a Štefana Poláka, u nichž se předpokládá, že je z tohoto důvodu StB zavraždila.
V roce 1986 bylo členy 29,2 % duchovních, v roce 1989 (ještě před sametovou revolucí) mluvil kardinál Tomášek o sdružení jako již v podstatě neexistujícím a Ján Korec odhadoval počet jeho aktivních členů na ne více než jedenáct.

## Činnost
| „                                          | Sdružení je dobrovolným zájmovým hnutím katolických duchovních, kteří se angažují v občanské činnosti při budování a rozvoji socialistické společnosti podporou programu Národní fronty. Dále usilují o upevnění míru a přátelství mezi národy jako jednoho z hlavních předpokladů pro vytvoření sociální spravedlnosti na celém světě. Také chtějí vytvářet předpoklady k zajišťování oprávněných zájmů a potřeb duchovních v oblasti sociální a zájmové. Pokud jde o úkoly sdružení, v oblasti občanské povede duchovní k tomu, aby (...) spolupracovali při upevňování hodnot socialistického společenského řádu. Organisace bude napomáhat k vytváření příznivých vztahů mezi církví a státem. V oblasti mírové činnosti bude postupovat v duchu encykliky Pacem in terris papeže Jana XXIII., a proto vyvine úsilí k podpoře mírových snah SSSR a ostatních socialistických zemí v boji za světový mír, u vědomí toho, že jen toto společenství a pevné spojenecké svazky v něm jsou zárukou světového míru. | “ |
| — Z jednacího a organizačního řádu SKD-PIT | |   |

Hlavním cílem Sdružení Pacem in Terris byla politická činnost. Mělo podporovat politické kroky KSČ a politickými prohlášeními dokládat podporu režimu ze strany české katolické církve (která ovšem reálně ve významné míře neexistovala) a schvalovat jeho církevní politiku, což mělo být dokladem toho, že v Československu neexistuje náboženský útlak.
Poslední důležitou složkou činnosti bylo ovlivňování církevního života a nálad mezi věřícími ve prospěch režimu a jeho cílů; k tomu mělo sdružení napomoct to, že mu stát předal pod kontrolu Českou katolickou charitu a veškerou produkci státem povoleného katolického tisku a katolické literatury.
Z hlediska církve bylo jedinou záslužnou a smysluplnou činností Sdružení právě vydávání katolické literatury, kde se mezi řadou spisů pochybné úrovně objevilo několik kvalitních věcí, např. série děl apoštolských a církevních otců.

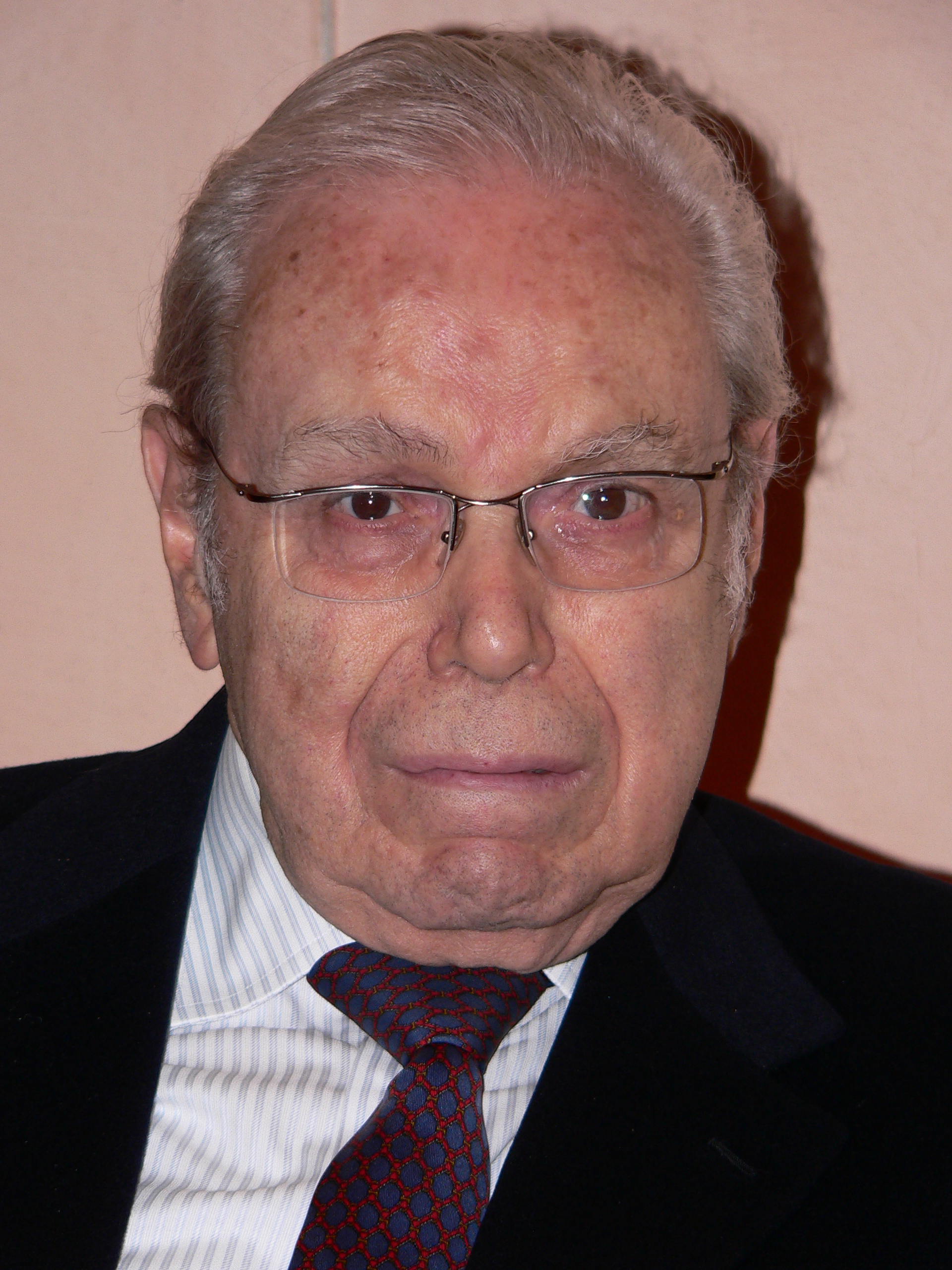
Javier Peréz de Cuéllar, 5. generální tajemník OSN, který pobouřil československé katolíky, když SKD-PIT udělil čestný titul posel míru

Komunistický režim maximálně sdružení podporoval poskytováním různých výhod jeho aktivním členům a perzekucí jeho odpůrců. V roce 1987 dosáhlo Sdružení svého největšího úspěchu na mezinárodní scéně, když mu generální tajemník OSN Javier Peréz de Cuéllar udělil čestný titul posel míru. Stalo se tak na základě mohutného zákulisního lobbování československé diplomacie, neboť československá vláda si od udělení ceny OSN slibovala zvýšení prestiže sdružení a oživení jeho činnosti. V tomto ohledu však neměla úspěch, naopak to vedlo k propadu renomé OSN u části českých katolíků a dokonce i protestům: 50 katolíků zaslalo generálnímu tajemníkovi OSN protestní dopis.

## Postoj církve

### Postoj církve od založení do pontifikátu Jana Pavla II.
| „                                                             | PIT nedělá nic pro své souvěrce ani pro své spoluobčany v nouzi, naopak jejich těžkosti ignoruje a zakrývá. Žije v nepřátelství s vlastní církví, protože je nástrojem k rozštěpení katolické církve u nás. Žije v nepřátelství s vlastním národem, protože je součástí ,fasády souhlasu‘, jež má zakrýt neblahý stav československé společnosti, jež má zakrýt projevy naší hluboké krize morální, politické, hospodářské i ekologické. | “ |
| — Dopis československých katolíků generálnímu tajemníkovi OSN | |   |

Postoj církevní hierarchie i věřících ke sdružení byl po celou dobu převážně negativní a výhrady vůči němu měl od počátku i Svatý stolec. Podpora, které se sdružení dostávalo ze strany státu, však dlouho znemožňovala účinný zásah proti němu. Českoslovenští biskupové vyjádřili svůj nesouhlas s existencí organizace i přes výhrůžky státního aparátu již v průběhu přípravy sdružení, v září 1970 pak 50 kněží olomoucké arcidiecéze sepsalo protestní prohlášení proti vznikající organizaci, které bylo adresováno jejich ordináři, Josefu Vranovi, který byl jedním ze zakladatelů a vůdčích postav sdružení.
Svatý stolec se vyjádřil proti vzniku sdružení už v roce 1971. Postoj církve dále názorně dokumentuje např. jednání mezi Svatým stolcem a komunistickou vládou o jmenování nových biskupů (k jejichž vysvěcení došlo v roce 1973), v němž církev mimo jiné na nátlak státu přistoupila na biskupské svěcení problematického Josefa Vrany, který byl členem a předsedou sdružení, a dalších tří biskupů, kteří byli jeho členy. Svatý stolec vnímal Vranovo angažmá i členství ostatních biskupů jako velmi závažný problém a na jejich svěcení a jmenování přistoupil pouze pod podmínkou, že musí bezpodmínečně na svou čestnou funkci a členství ve sdružení rezignovat.
Z hlediska církve se jmenování těchto biskupů brzy ukázalo být chybou, protože tři z nich (Vrana, Feranec a Pásztor) své sliby nesplnili a členy sdružení zůstali, Vrana dokonce na vlastní žádost zůstal v předsednictvu (byť na funkci předsedy přece jen rezignoval) a činnost sdružení veřejně a silně podporoval až do své smrti v roce 1987. Jediným biskupem, který svůj slib splnil a sdružení opustil, tak byl biskup Július Gábriš.
Se jmenováním církvi vnucených čtyř prorežimních biskupů (zbylí dva kandidáti byli dříve čelní funkcionáři zaniklého Mírového hnutí katolického duchovenstva) dosáhl rozmach sdružení vrcholu, neboť jednak získalo prestiž a zdání legitimity, jednak v této době vrcholily normalizační perzekuce proti nečlenům a kritikům hnutí. V roce 1974 byl např. za kritiku církevní politiky a SKD-PIT odebrán státní souhlas Alojzi Tkáčovi. V roce 1975 mohlo sdružení mluvit o triumfu, protože se jeho sjezdu zúčastnili všichni biskupové, včetně Františka Tomáška. Dosažený triumf ovšem netrval dlouho. Ještě v roce 1975 se proti hnutí postavili katoličtí věřící, kteří začali šířit protestní leták Likvidujeme vás, tleskejte!, který SKD-PIT ostře napadal a označoval je za likvidátora církve.

### Postoj církve za papeže Jana Pavla II.

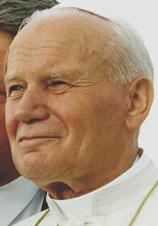
Nástup Jana Pavla II. do úřadu zásadně změnil postavení SKD-PIT. Nový papež odmítal kompromisy a od počátku dával najevo, že sdružení nemá existovat. Zákaz sdružení již byl jen otázkou času

V roce 1978 se postavení SKD-PIT začalo prudce zhoršovat poté, co se papežem stal Karol Wojtyła, který dospěl k závěru, že dál se už komunistickým vládám nesmí ustupovat. Ten dal již krátce po svém nástupu na papežský stolec najevo svůj postoj ke sdružení, když neodpověděl na gratulaci ke zvolení, kterou mu zaslalo, a v několika svých projevech dal jednoznačně najevo, že by nemělo existovat. Povzbuzeni tím, že Svatý stolec začal razit tvrdší politiku, se část československých ordinářů v čele s kardinálem Tomáškem vyslovila pro zákaz sdružení. 20.–21. října 1980 drželo 94 bohoslovců na bratislavské teologické fakultě protestní hladovku požadující, aby sdružení a režim přestali zasahovat do dění na fakultě. Slovenští biskupové se od akce nejprve distancovali, ale poté, co bylo několik bohoslovců na zásah státu vyloučeno, tak postižené naopak podpořili (včetně jinak prorežimního a sdružení podporujícího Ferance). V prosinci téhož roku Svatý stolec doporučil československým ordinářům, aby se od hnutí distancovali.
8. března 1982 vydala Kongregace pro klérus dekret Quidam episcopi, který obecně zakazoval duchovním členství v politických organizacích podobného typu, sdružení ovšem výslovně nejmenoval (dekret byl určen pro celý svět a podobné skupiny existovaly v desítkách provedení nejen v dalších zemích východního bloku, ale třeba též v Jižní Americe). O tři dny později ovšem prefekt Kongregace pro klérus, kardinál Oddi, v rozhovoru pro italský deník La Republica na dotaz novináře výslovně potvrdil, že dokument se na sdružení Pacem in terris vztahuje, stejně jako na biskupa Vranu, který byl právě na návštěvě v Římě.
Rozhovor v tisku ovšem není závazným rozhodnutím a část československých ordinářů v čele s Vranou navzdory němu tvrdila, že dekret se na SKD-PIT nevztahuje. Kardinál Tomášek zareagoval tedy dotazem příslušné Kongregaci, jestli se dekret na sdružení vztahuje a zda musí dekret prosazovat i provizorní ordináři neobsazených diecézí. Po pozitivní odpovědi na oba dotazy ve své arcidiecézi členství ve sdružení zakázal. Následovali ho biskup Gábriš a vikáři Ludvík Horký, Josef Kavale a Štefan Garaj. Dekret naproti tomu sabotovali ostatní státem dosazení/vynucení mimořádní ordináři (Štefan Onderko, Zoltán Jozef Belák, Josef Hendrich a Karel Jonáš) i ostatní tři církvi státem vnucení biskupové z roku 1973 (Josef Vrana, Jozef Feranec a Ján Pásztor). Ovšem SKD-PIT začalo navzdory jejich podpoře rychle slábnout a kněží z něj odcházeli i v jejich diecézích. Jelikož SKD-PIT ovládalo z rozhodnutí státu katolický tisk a využívalo ho jak pro své proklamace, tak pro obhajobu své činnosti, kardinál Tomášek se po sérii důtek a napomenutí odhodlal k tomu, že 1. listopadu 1982 odebral Katolickým novinám církevní schválení. Ty však přesto dál vycházely a tvářily se jako oficiální katolický týdeník, navzdory protestům a napomenutím Tomáška i Svatého stolce.
Sdružení přesto i nadále existovalo a podporovalo komunistické záměry, nicméně navzdory masivní podpoře ze strany státu jen živořilo. V roce 1985 se komunistické úřady marně pokoušely vymoct od československých ordinářů prohlášení, že SKD-PIT není z hlediska církve nelegitimní. Faktickou totální bezvýznamnost SKD-PIT potvrdilo i jmenování tří nových biskupů v roce 1988, kdy církev odmítla snahy státu prosadit na biskupský post federálního předsedu sdružení Františka Vymětala i všechny další ve sdružení angažované kandidáty. Sdružení se rozpadlo bezprostředně po sametové revoluci, jeho likvidační komise ukončila činnost dne 7. prosince 1989.

## Předsedové

### Federální předsedové
- Václav Medek (1971–1975)
- Antonín Veselý (1975–1985)
- František Vymětal (1985–1989)

### Čeští předsedové
- Josef Vrana (1971 až 1973)
- Antonín Veselý (1973 až 1977)
- Josef Hendrich (1977 až 1984)
- Václav Javůrek (1984 až 1989)

### Slovenští předsedové
- Mikuláš Višňovský (1971–1975)
- Gejza Navrátil (1975–1984)
- Ján Zabák (1984–1989)